# Lijst van gouverneurs van Mexico
Dit is een lijst van gouverneurs van de deelstaat Mexico in het land Mexico.
- 1823-1826: Melchor Múzquiz
- 1827: Lorenzo de Zavala
- 1827-1832: Mariano Estevan
- 1832-1833: Lorenzo de Zavala
- 1833: Félix M. Aburto
- 1834-1835: Manuel Diez de Bonilla
- 1835-1845: Geen (centralistisisch systeem)
- 1845-1846: Francisco M. De Olaguíbel
- 1846-1848: Mariano Villela
- 1848: Manuel Gracida
- 1848: Mariano Arizcorreta
- 1849: Manuel de la Peña y Peña
- 1849: Francisco de Borja Olmedo
- 1849: Jesús M. Flores y Terán
- 1849: Mariano Ariscorreta
- 1849-1850: Mariano Riva Palacio
- 1852-1853: Luis Madrid
- 1853-1855: Geen (centralistisch systeem)
- 1855: Plutarco González
- 1857: Mariano Riva Palacio
- 1857: Francisco Iturbide
- 1857: José M. Godoy
- 1857: Felipe Berriozábal
- Mariano Salas
- Benito Haro
- Santiago Cuevas
- Bruno Aguilar
- Gregorio Callejo
- 1861: Ignacio Orihuela
- 1861: Felipe Berriozábal
- 1861: Manuel Alas
- 1861: Felipe Berriozábal
- 1861: Pascual González Fuentes
- 1862: Tomás O’Horan
- 1862: Francisco Ortiz de Zarate
- 1862-1867: Geen (Mexico departement van het Tweede Mexicaanse Keizerrijk)
- 1867: Vicente Riva Palacio
- 1867: Jesús Lalanne
- 1867: Germán Contreras
- 1867: José María Martínez de la Concha
- 1868: Cayetano Gómez Pérez
- 1868: Antonio Zimbrón
- 1869: Mariano Riva Palacio
- 1870: Valentín Gómez Tagle
- 1870: Urbano Lechuga
- 1870: Valentín Gómez Tagle
- 1871: Manuel Zamora y Piña
- 1871: Antonio Zimbrón
- 1872: Jesús Alberto García
- 1873-1874: Celso Vicencio
- 1875: Dionisio Villarello
- 1875: Gumersindo Enríquez
- 1875: Dionisio Villarello
- 1875-1876:  Gumersindo Enríquez
- 1876: Nolasco Cruz
- 1876: Gumersindo Enríquez
- 1876: Felipe N. Chacón
- 1876-1877: Juan N. Mirafuentes
- 1879-1880: Pascual Cejudo
- 1880: José Zubieta
- 1880: Juan Chávez Ganancia
- 1880: José Zubieta
- 1880: Mariano Zúñiga
- 1881-1885: José Zubieta
- 1885-1886: Jesús Lalanne
- 1886-1889: José Zubieta
- 1889-1893: José Vicente Villada
- 1895-1897: Eduardo Villada
- 1897-1901: José Vicente Villada
- 1901-1909: Fernando González
- 1909-1911: Carlos Castillo
- 1911: Rafael M. Hidalgo
- 1911-1913: Manuel Medina Garduño
- 1913: Francisco León de la Barra
- 1913: Antonio Vilchis Barbosa
- 1913: Francisco León de la Barra
- 1913-1914: Joaquín Beltrán Castañares
- 1914: José Refugio Velasco
- 1914: Cristóbal Solano
- 1914: Francisco Murguía
- 1914: Rafael M. Hidalgo
- 1914-1915: Gustavo Baz
- 1915-1916: Pascual Morales y Molina
- 1916-1917: Rafael Cepeda
- 1917: Carlos Tejada
- 1917-1918: Agustín Millán
- 1918-1919: Joaquín García Luna
- 1919: Agustín Millán
- 1919-1920: Francisco Javier Gaxiola
- 1920: Agustín Millán
- 1920: Darío López
- 1920-1921: Abundio Gómez
- 1921: Manuel Campos Mena
- 1921-1925: Abundio Gómez
- 1925-1929: Carlos Riva Palacio
- 1929-1933: Filiberto Gómez
- 1933-1935: José Luis Solórzano
- 1935-1937: Eucario López
- 1937-1941: Wenceslao Labra
- 1941-1942: Alfredo Zárate Albarrán
- 1942: José Luis Gutiérrez y Gutiérrez
- 1942-1945: Isidro Fabela
- 1945-1951: Alfredo del Mazo Vélez
- 1951-1957: Salvador Sánchez Colín
- 1957-1963: Gustavo Baz
- 1963-1969: Juan Fernández Albarrán
- 1969-1975: Carlos Hank González
- 1975-1981: Jorge Jiménez Cantú
- 1981-1986: Alfredo del Mazo González
- 1986-1987: Alfredo Baranda García
- 1987-1989: Mario Ramón Beteta
- 1989-1993: Ignacio Pichardo Pagaza
- 1993-1995: Emilio Chuayffet
- 1995-1999: César Camacho Quiróz
- 1999-2005: Arturo Montiel Rojas
- 2005-2011: Enrique Peña Nieto
- 2011-2017: Eruviel Avila Villegas
- 2017-2023: Alfredo del Mazo Maza
- 2023-: Delfina Gómez Álvarez